# ФК Блекпул
Вижте пояснителната страница за други значения на Блекпул.
Футболен клуб „Блекпул“ (на английски: Blackpool F.C.) е футболен отбор от Блекпул, създаден на 26 юли 1887 г.
Играят на стадион „Блумфийлд Роуд“ от 1901 г. Едни от най-известните прякори на отбора са „Пул“, „Мандарините“ и „Крайбрежните“. Мотото на отбора е Прогрес което е и изобразено на емблемата на клуба. Настоящият треньор на отбора е Иън Холоуей.
Един от най-успешните сезони на отбора е сезон 2009/10. В този сезон те се преборват в последния кръг за място в плейофите и печелят първия от тях срещу Нотингам Форест с общ резултат 6:4. На 22 май 2010 г. те печелят финалния плейоф срещу Кардиф Сити с 3:2 на Уембли.

## Успехи
- Отборът печели ФА Къп през 1953 г.[1] в т.нар. Финал на Матюс, в който отбора обръща Болтън от 1:3 до 4:3 в последните минути на мача.
- Финалист за ФА Къп през 1948 и 1951 година[1]
- Второ място в Първа дивизия (тогава най-горния ешелон на първенството) през 1956 г.[1]
- Победители в плейофа на Чемпиъншип за влизане в Премиършип – най-горния ешелон на първенството – през 2010 г. (за първи път от 1971 г.)[1]
- Шампиони на Втора дивизия през 1930 г.[1]
- Втори във Втора дивизия през 1937 и 1970 г.[1]
- Победители в Англо-италианската купа през 1971 г.[1]

## История
Блекпул е основан на 26 юли 1887 г. От 1888 година играе в лигата на Ланкашър, която печели през сезон 1893/94. От 1896 г. играе във Футболната лига. 

## Известни играчи
В следващите редове са 5-те най-добри играча от всяко десетилетие според феновете на Блекпул по света.

### преди 1950-те
- Джак Паркинсън
- Хари Бедфорд
- Джими Хемпсън
- Джок Додс
- Джорджи Мий

### 1950-те
- Стан Мортенсен
- Стенли Матюс
- Бил Пери
- Хари Джонстън
- Алан Браун

### 1960-те
- Джими Армфийлд
- Алан Бол
- Тони Грийн
- Рей Чарнли
- Джак Паркинсън
- Глен Джеймс

### 1970-те
- Алан Съдик
- Мики Уолш
- Томи Хътчисън
- Джон Бъридж
- Мики Бърнс

### 1980-те
- Пол Стюърт
- Алан Райт
- Иймън О'Кийфи
- Анди Гарнър
- Майк Дейвис

### 1990-те
- Тревър Синклеър
- Дейв Бамбър
- Тони Елис
- Анди Морисън
- Фил Кларксън